# Puppy Linux
Puppy Linux est une distribution Linux miniature qui peut se lancer depuis une Clé USB ou un Live CD. Légère, simple d'utilisation, elle est concue afin de fonctionner sur de vieux ordinateurs tout en incluant un maximum de fonctionnalités modernes.

## Description
Puppy Linux est une distribution Linux gratuite et open source. Elle est conçue spécialement pour pouvoir l'utiliser sur de vieux ordinateurs.
Elle inclut plusieurs applications dont :
- Un navigateur internet (Pale Moon)
- Un logiciel de traitement de texte (AbiWord)
- Un grapheur (Gnumeric)
- Une version light d'un logiciel de dessin (Inkscape)
- Un lecteur multimédia (Gxine)

Lancé en 2003 par Barry Kauler, le projet est porté par une communauté de volontaires. Son logo officiel est un petit chien.

## Spécificités
Puppy Linux, intègre les dernières fonctionnalités liées au matériel récent, mais reste adapté aux ordinateurs plus anciens ou dont les ressources sont limitées ; il peut servir aussi utilement comme système de récupération d'un système endommagé.
L'intégralité du système d'exploitation ainsi que tous les programmes peuvent être chargés en RAM, ce qui permet de retirer le média d'amorçage après initialisation.
L'accès RAM étant plus rapide que l'accès disque dur, il permet de fonctionner plus vite en Live CD qu'une distribution installée, même avec une vieille machine.
Il est possible de faire démarrer Puppy Linux depuis :
- une clé USB, une carte mémoire flash ou toute autre interface flash autorisant le démarrage (flash-Puppy) ;
- un disque optique (CD-Rom ou DVD-Rom) (live-Puppy dont il existe six variantes) ;
- un lecteur Zip ou SuperDisk LS-120/240 (zippy-Puppy) ;
- un disque dur (hard-Puppy) ;
- un réseau Ethernet (thin-Puppy) ;
- un émulateur, sous Windows par exemple (emulated-Puppy).

Sur certaines machines non récentes il sera nécessaire de se servir d'une disquette d'amorçage ou d'avoir un chargeur d'amorçage de type Grub sur le disque dur afin de permettre le chargement du système depuis une clé USB.
Puppy Linux est l'une des rares distributions Live CD capable de sauvegarder des fichiers sur le Live CD lui-même (en mode multi-session), ce qui permet à l'utilisateur de transporter des données, et plus particulièrement de sauver ses réglages personnels.
Puppy Linux reconnaît les disques ou partitions de disques qu'utilise Windows (NTFS) et y accède en lecture et écriture.

## Interface utilisateur

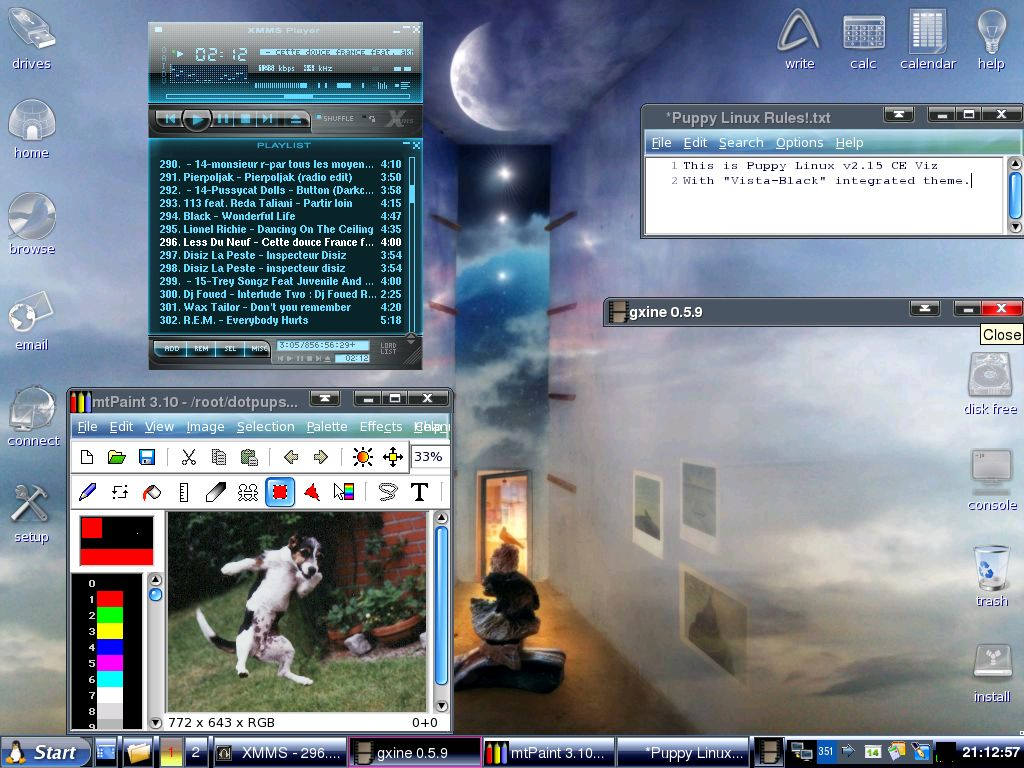
Bureau de Puppy Linux 2.15 CE Viz configuré avec l'un des thèmes inclus et IceWM. Les logiciels XMMS, mtPaint, gxine ainsi qu'un éditeur de texte sont visibles.

Puppy Linux est basé sur l'environnement de bureau ROX. Le gestionnaire de fenêtres par défaut est JWM (Joe's Window Manager). Des paquets d'installation d'autres gestionnaires (tels qu'IceWM, Fluxbox ou Enlightenment) sont également téléchargeables. C'est une des rares distributions en mode super-utilisateur par défaut.
Lorsque le système s'initialise, l'intégralité du système se décompresse dans une zone de la mémoire vive accessible par l'utilisateur par le biais d'un disque virtuel (RAM Disque). Le PC doit être équipé d'un minimum de 128 Mo de mémoire vive (à condition que la mémoire vidéo partagée n'excède pas 8 Mo pour 128 Mo de RAM).
On a aussi la possibilité de faire une installation « classique » sur disque dur, bien que Puppy soit développé dans une optique de distribution « live » ; pour en conserver les spécificités, si les ressources le permettent, on préfèrera une "installation frugale" sur disque dur ; elle permet un démarrage plus rapide tout en conservant le chargement total en RAM et la vitesse d'exécution sans l'utilisation du support CD ou USB.
La distribution inclut une large quantité de scripts spécifiques à Puppy pour la configuration du matériel et de l'interface utilisateur. Les interfaces, qui guident l'utilisateur pas à pas et la reconnaissance d'un grand nombre de configurations matérielles, font de Puppy une distribution facile à prendre en main, y compris pour les débutants.

## Le gestionnaire de paquets
Puppy Linux met à disposition un gestionnaire de paquets (Puppy package manager) qui facilite l'installation de nouveaux logiciels. À l'instar des grandes distributions Linux, cette interface présente les paquets installés et installables, et automatise leur installation/désinstallation, évitant la démarche souvent déroutante de l'installation manuelle (./configure, make, make install...). On trouvera une liste de paquets officiels qui ont été créés et testés pour Puppy Linux, à partir des sources ou de paquets Slackware (pour les versions Slacko) ou Ubuntu.
Puppy Unleashed est une interface permettant, à partir du choix des paquets disponibles, de créer un LiveCD personnalisé de Puppy. Cela représente plus de 300 paquets. Un script permet à l'utilisateur de sélectionner facilement les paquets dont il a besoin.

## Variantes de Puppy

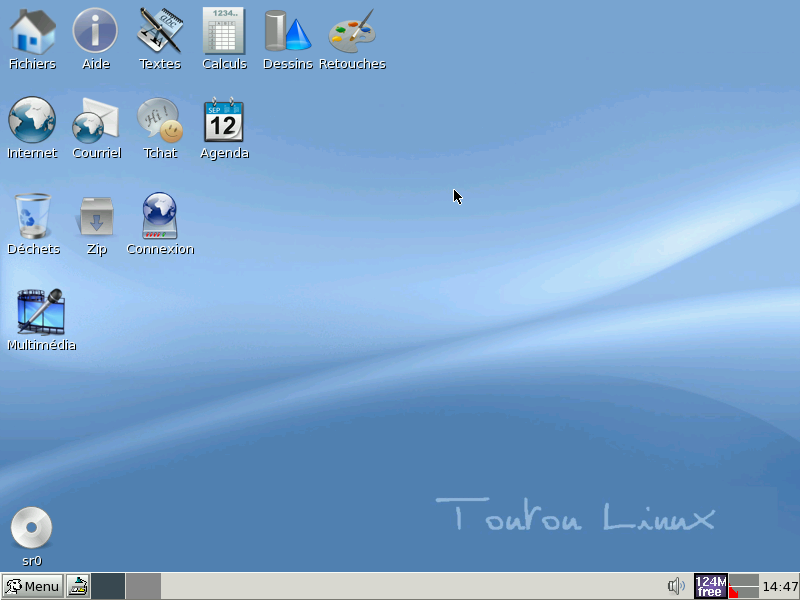
Toutou Linux 4.1.2

De 2003 à 2013, Puppy était principalement développé par Barry Kauler ; il laissa ensuite la distribution aux mains de la communauté, tout en continuant à développer des projets dérivés.
Les variantes de Puppy se divisent aujourd'hui en 3 familles :
- Les distributions officielles, alternant entre versions Slacko (basées sur Slackware) et versions basées sur Ubuntu
- Les distributions communautaires, construites avec l'outil Woof-CE (qui sert également à bâtir les versions officielles)
- Les autres distributions dérivées, appelées Puplets

Par le passé, d'autres classifications servaient à différencier les variantes ; par exemple jusqu'à la version 5 on distinguait les versions Wary (stables), Racy (stables mais avec noyau plus récent) et Quirky (expérimentales, aujourd'hui devenue distribution à part). Lorsque les versions Ubuntu étaient non-officielles elles étaient surnommées Upup.
Certains dérivés sont aujourd'hui considérés comme distributions à part entière, et listées comme telles sur Distrowatch.com :
- Quirky[4], version expérimentale maintenue par Barry Kauler ;
- Fatdog64 Linux[5], un linux plus complet et dédié à l'architecture en 64 bits ;
- Legacy OS[6] (anciennement TeenPup), linux dédié à l'installation sur des machines anciennes ;
- Toutou Linux[7], dérivé francophone [8],[9] utilisant le gestionnaire de fenêtres Openbox ;
- ToOpPy Linux[10], dérivé multilingue[11] ;
- MacPup[12], incluant le gestionnaire graphique Enlightenment.

Parmi les Puplets, on peut citer :
- l'édition Barebones, minimale et comprenant le navigateur Dillo (taille 40 Mo) ;
- l'édition EduPup, destinée aux enfants (TuxType 2, TuxMath, GCompris, Tux Paint) (taille ~150 Mo) ;
- l'édition KDEPuppy, incluant le gestionnaire graphique KDE (taille 125 Mo) ;
- l'édition Pupeee, destinée aux possesseurs d'Eee PC (taille 139 Mo) ;
- ASRI Edu projet francophone destiné aux enfants âgés de 3 à 12 ans, aux profs (instits) et aux linuxiens débutants ;
- Lxpup, une version avec l'environnement de bureau LXDE[13] ;
- Justin Bieber Linux, une blague en réponse à Hannah Montana Linux basé sur Ubuntu[14].

Concernant la création de nouvelles Puplets, le Live CD de Puppy linux contient les outils de base pour leur production, et on peut ensuite les mettre en partage sur le site communautaire.